# 走進你的時間
《走進你的時間》，為Netflix於2023年9月8日上线公开的韓國時空穿越浪漫劇。翻拍自2019年的臺灣電視劇《想見你》，由《只是相愛的關係》、《我的王國》的金鎮元導演與《Baby Sitter》的崔孝妃編劇合作打造，安孝燮、全余贇、姜勳主演。

## 劇情介紹
劇情描述2023年的韓俊熙（全余贇 飾）因懷念一年前去世的男朋友具延准（安孝燮 飾），聽著歌曲〈收集我的眼淚〉（韓語：내 눈물 모아），意外靈魂穿越到1998年的權珉周（全余贇 飾）身上，並遇見了和男朋友相貌相同的南時憲（安孝燮 飾），與暗戀權珉周的鄭仁圭（姜勳 飾），展開了三人之間的故事。

## 演員陣容

### 主要人物
| 演員                        | 角色   | 原著角色 | 介紹                                                                                     |
| - 安孝燮 - （兒時：金智佑） | 具延准 | 王詮勝   | 韓俊熙的男朋友，一心一意地愛著她，因空难意外身亡。                                       |
| - 安孝燮 - （兒時：金智佑） | 南時憲 | 李子維   | 生活在1998年，因英俊的外貌和活潑的性格獨攬女生的人氣。                                   |
| - 全余贇 - （兒時：郑书妍） | 韓俊熙 | 黃雨萱   | 具延准的女朋友，因想念去世的具延准，意外從2023年靈魂穿越回1998年。                       |
| - 全余贇 - （兒時：郑书妍） | 權珉周 | 陳韻如   | 生活在1998年，和韓俊熙有相同的外貌。                                                     |
| - 姜勳 - （兒時：林泰丰）   | 鄭仁圭 | 莫俊傑   | 生活在1998年，因發現自己暗戀的權珉周喜歡上自己的好朋友南時憲，在友情和愛情之間產生矛盾。 |

### 韓俊熙週邊人物
| 演員                        | 角色     | 原著角色        | 介紹 |
| 徐藝華                      | 徐娜恩   | 昆布 （林曉蓉） | 韩俊熙好友和公司同事，性格开朗、亲切，两人从大学时期开始就是好友关系，一直照顾着因失去男友而疲惫不堪的韩俊熙。为了寻找俊熙好奇的照片来源，还一起去了27唱片行，是俊熙坚实可靠的篱笆和援军。 |
| 張世鉉 （特別出演）         | 尚浩     | 阿脱            | 韩俊熙的公司同事，在韩俊熙的拜托下帮助其查出具延准的手机信号位置。 |
| - 李朗书                    | 瑟琪     | 小黛            | 韩俊熙的公司同事。 |
| 金熙昌                      | 炳律     | 娜姐            | 韩俊熙的公司上司。 |
| - 閔鎮雄 - （兒時：金瑞俊） | 吴灿希   | 謝宗儒          | 1998年时绿山高中二年四班学生，性格孤僻、内向，暗恋权珉周。 |
| - 閔鎮雄 - （兒時：金瑞俊） | 吴灿荣   | 謝芝齊          | 吴灿希的弟弟，具延准、韩俊熙自大学时就相识的好友。 |
| 朴基雄 （特別出演）         | 崔明日   | [ 註 5 ]        | 明日心理健康诊所院长，韩俊熙的心理医生。 |
| - 金德珠                    | 俊熙奶奶 | 不適用          | 韩俊熙的奶奶。 |
| 都想友 （特別出演）         | 道贤     | 杜齊閔          | 韩俊熙大学时期的男友。 |

### 權珉周週邊人物
| 演員     | 角色   | 原著角色 | 介紹                                     |
| 朴赫權   | 裴致元 | 吳文磊   | 权珉周的舅舅，27唱片行、27咖啡厅的老板。 |
| 張慧珍   | 裴美英 | 吳瑛嬋   | 权珉周、权道勋的母亲。                   |
| - 李民久 | 权道勋 | 陳思源   | 权珉周的弟弟。                           |
| 成基允   | 权尚祖 | 韻如父   | 权珉周、权道勋的父亲。                   |

### 南時憲週邊人物
| 演員   | 角色 | 原著角色 | 介紹           |
| 姜明珠 | 美善 | 子維母   | 南时宪的母亲。 |

### 具延准週邊人物
| 演員              | 角色   | 原著角色 | 介紹                                       |
| 李智荷            | 秀卿   | 詮勝母   | 具延准的母亲。                             |
| 李娜拉            | 具仁英 | 不適用   | 具延准的姐姐。                             |
| 朴勝泰            | 老奶奶 | 不適用   | 具延准帮忙提东西的老奶奶。                 |
| 路雲 （特別出演） | 泰河   | 阿哲     | 具延准的男友，两人驾车出游时遭遇车祸身亡。 |

### 鄭仁圭週邊人物
| 演員   | 角色 | 原著角色 | 介紹           |
| 李周實 | 桂顺 | 莫奶奶   | 郑仁圭的祖母。 |

### 綠山高中相關人物
| 演員     | 角色   | 原著角色    | 介紹 |
| 宋知佑   | 边多贤 | 蔡雯柔      | 南时宪、权珉周、郑仁圭的同班同学，冒失地和南时宪告白后得知他喜欢的是权珉周，因此感到愤怒便与朋友们开始一起欺负珉周。 |
| - 金泰正 | 朴敏尚 | 張奇恩      | 南时宪、权珉周、郑仁圭的同班同学，全校打架第一名。                                                                   |
| 吴勇     | 东俊   | 班導 、教官 | 南时宪、权珉周、郑仁圭的班主任。                                                                                     |
| 尹相貞   | 李惠美 | 許雅婷      | 綠山高中二年三班班長，权珉周的同班同学。                                                                             |
| 韩智元   | 秀珍   | 張筱君      | 权珉周的同班同学。                                                                                                   |
| - 张允贞 | 池永善 | 丁郁馨      | 权珉周的同班同学，邊多賢的跟班。                                                                                     |
| 金怡景   | 朴知喜 | 簡盈慧      | 权珉周的同班同学，邊多賢的跟班。                                                                                     |
| - 尹孝植 |        | 不適用      | 绿山高中社会课老师。                                                                                                 |
| - 洪石彬 |        | 不適用      | 绿山高中校监。 |
| 都藝俊   | 徐贤旭 | 不適用      | 绿山高中二年四班学生，送香蕉牛奶给权珉周示好。                                                                       |

### 其他人物
| 演員     | 角色 | 原著角色     | 介紹                                             |
| - 白胜哲 | 世权 | 楊碧雲       | 绿山警察局刑警，负责调查与绿山高中相关的案件。   |
| 金哲允   | 范善 | 刑警A        | 绿山警察局刑警，与世权搭档调查绿山高中相关案件。 |
| 权赫洙   |      | 醫生         | 权珉周车祸后的主治医生。                         |
| - 朴俊赫 |      | 不適用       | 插队玩路边游戏机的中学生。                       |
| 南正宇   |      | 燒烤店經理   | 韩俊熙、具延准兼职餐厅的经理。                   |
| - 郑韩碧 |      | 杜齊閔前女友 | 道贤的前女友。                                   |
| 黄在烈   | 基元 | 刑警B        | 调查吴灿荣刑事案件的刑警。                       |

## 制作
《走進你的時間》維持了原作《想見你》的故事框架，為了呈現與原作的差異化，對人物性格、細節設定、與主要敘事無關的其他敘事等內容進行了修改，例如將南時憲的人物性格處理得更為成熟穩重。之所以選擇〈收集我的眼淚〉作為時間旅行的媒介，金鎮元導演表示歌曲必須是權珉周喜歡並反覆聽的歌曲，因此必須是1998年之前發表的歌曲，加之劇中提到紀念27歲前去世的天才們的「27俱樂部」，所以已故韓國歌手徐志源於1996年發表的這首遺作最為適合。
劇中南時憲在2023年時顯得邋遢的造型引起了部分觀眾的怨聲，金鎮元導演認為必須在視覺效果上明確區分少年和中年時期的南時憲，而南時憲中年時期的外貌最重要的是表現出痛苦的深度，經歷了喪失感也放棄了很多，呈現出以自暴自棄的心情無暇顧及自身的疲憊模樣。

### 拍攝
該劇於2022年3月正式開拍，3月31日公開宣布製作。

## 原声带
- 发行日期：2023年9月1日[11]

| 曲序 | 曲目           | 演唱者   | 备注         | 时长 |
| ---- | -------------- | -------- | ------------ | ---- |
| 1.   | 美丽的约束（） | NewJeans | 原唱：金钟书 | 3:52 |

- 发行日期：2023年9月8日[12]

| 曲序 | 曲目                   | 演唱者              | 备注             | 时长 |
| ---- | ---------------------- | ------------------- | ---------------- | ---- |
| 1.   | Never Ending Story     | 金珉硕（MeloMance） | 原唱：复活       | 3:32 |
| 2.   | 已经一年（）           | Lim Kim             | 原唱：Brown Eyes | 3:44 |
| 3.   | 我爱你这句寻常的话（） | Sondia              | 原唱：金煙雨     | 4:09 |
| 4.   | 爱情和友情之间（）     | 洪大光              | 原唱：匹诺曹     | 4:09 |
| 5.   | Melody                 | 白雅                |                  | 4:05 |
| 6.   | 再见（）               | Kei                 |                  | 4:10 |
| 7.   | Be with you            | Hong Isaac          |                  | 3:25 |

## 反响
据Netflix官方统计，该剧公开3日以140万次观看、1760万小时观看时长位列当周（9月4日至9月10日）全球非英语类节目Top 10榜单第7位。公开次周在当周（9月11日至9月17日）全球非英语类节目Top 10榜单的排名升至第4位，以3650万小时观看时长获得300万次观看。第三周以1970万小时观看时长获得160万次观看，位列当周（9月18日至9月24日）全球非英语类节目Top 10榜单第7位。第四周在当周（9月25日至10月1日）全球非英语类节目Top 10榜单排名降一位至第8位，单周以1190万小时观看时长获得100万次观看。